# Alchemilla multidens
Alchemilla multidens es una especie de planta del género Alchemilla, perteneciente a la familia Rosaceae.

## Taxonomía
Alchemilla multidens fue descrita por Robert Buser en 1893.

## Distribución
Se encuentra en el territorio de Francia y Suiza.